# Titus Burckhardt
Titus Burckhardt, dopo la conversione all'Islam Ibrahim Izz al-Din (Firenze, 24 ottobre 1908 – Losanna, 15 gennaio 1984), è stato un filosofo svizzero specializzato nello studio di arte, civilizzazione e architettura islamica.
Suo padre era Carl Burckhardt, scultore di Basilea, mentre il suo bisnonno, Jacob Burckhardt, è stato uno dei più importanti storici del XIX secolo.

## Vita
Ha redatto e pubblicato studi su maestri del sufismo come Ibn Arabi, Abd-al-karim Jili, Muhammad al-Arabi al-Darqawi, oltre a numerose opere sull'arte europea, l'alchimia e l'arte sacra, di cui è considerato uno dei massimi esperti.
Le sue opere sul sufismo sono considerate da Hossein Nasr come delle autentiche esposizioni, essenziali per comprendere la vera natura di questa dottrina.

## Opere tradotte in italiano
- L'alchimia, trad. di Angela Terzani Staude, Boringhieri, Torino; 1961; Alchimia: significato e visione del mondo,  a cura di Ferdinando Bruno, Guanda, Milano, 1981; trad. di Paolo Carbonini, Arché-Edizioni Pizeta, Milano, 2005
- Scienza moderna e saggezza tradizionale,  trad. di Angela Terzani Staude, Borla, Torino, 1968, 2004
- L'arte sacra in oriente e in occidente,  trad. di Elena Bono Rusconi,  Milano, 1976;  Bompiani, Milano, 2003
- Siena città della Vergine, a cura di Maurizio Magnini, Arche', Milano, 1978; trad. di Gisella Burgisser, SE, Milano, 1988; Abscondita, Milano, 2010
- Introduzione alle dottrine esoteriche dell'Islam, a cura di Giorgio Jannaccone, trad. di Barbara Turco, Edizioni mediterranee, Roma, 1979
- (a cura di Titus Burckhardt) Abd al-Karim al-Jili,  L'uomo universale, antologia dall'opera al-Insan al kamil, trad. di Giorgio Jannaccone, Edizioni mediterranee, Roma, 1981
- Simboli, All'insegna del Veltro, Parma, 1983
- Titus Burckhardt, La chiave spirituale dell'astrologia musulmana secondo Mohyiddîn Ibn 'Arabî, collana Piccola enciclopedia, traduzione di Aurora Ciliberti, Milano, SE, 1987  [1974], ISBN 9788867235209.
- La maschera sacra e altri saggi, trad. di Elisabetta Bonfanti Mutti SE, Milano, 1987
- Considerazioni sulla conoscenza sacra, trad. di Maria Antonietta Prina SE, Milano, 1989
- La nascita della cattedrale, Chartres, Arkeios, Roma, 1998
- L'arte dell'Islam, trad. di Luca Tognoli,  Abscondita, Milano, 2002
- Principi e metodi dell'arte sacra, trad. di Alda Teodorani, Arkeios, Roma, 2004

### Curatele
- Muhammad al-Arabi al-Darqawi, Lettere di un maestro sufi, a cura di Titus Burckhardt, collana Conoscenza religiosa, traduzione di Giorgio Jannaccone, Milano, SE, 1997, ISBN 9788867235261.
- Muhyî-d-Dîn Ibn Arabî, La sapienza dei profeti, a cura di Titus Burckhardt, traduzione di Giorgio Jannaccone, Roma, Edizioni mediterranee, 1º febbraio 1987, ISBN 9788827205792.